# 小行星7068
小行星7068（英語：7068 Minowa）是一颗围绕太阳公转的小行星。1994年11月26日，串田嘉男、村松修在八之岳发现了此天体。
这颗小行星的绝对星等为330.8053194006669等。